# 米德丽 (佛罗里达州)

米德丽（英語：Medley），是美国佛罗里达州邁阿密-戴德縣下属的一座城镇。建立于1949年。面积约为11.1平方公里（约合4.3平方英里）。根据2010年美国人口普查，该市有人口838人。论人口在本州排行第340。